# Африканська армія США
Африканська армія США (англ. United States Army Africa) (USARAF) — військове об'єднання армії США, польова армія Збройних сил США, що існувала у зоні відповідальності Африканського Командування ЗС США з 2008 до 2020 рік.
Штаб-квартира Африканської армії розташовувалася у Казерна Едерле та Казерна Дель Дін, поблизу італійського міста Віченца.
SETAF, пізніше відомий як USARAF/SETAF, дислокується в Італії з 1955 року і має довгу історію проведення операцій на африканському континенті та партнерства з африканськими країнами. Протягом останніх 15 років SETAF забезпечував реагування на кризи, допомогу в разі стихійних лих і забезпечення гуманітарної допомоги.
3 грудня 2008 року в Римі, Італія, уряди США та Італії офіційно оголосили про те, що SETAF перетвориться на USARAF, а через тиждень, 9 грудня 2008 року, USARAF було створено як армійське Командування сил AFRICOM.
Основною функції Африканської армії США було запровадження надійних партнерських стосунків шляхом довгострокових стратегічних проєктів для підтримки збройних сил Африканських держав.
У 2020 році керівництво армією оголосило, що USARAF об'єднається з армією США в Європі, щоб сформувати нове командування — Європейсько-Африканська армія США (USAREUR-AF). 20 листопада 2020 року обидві армії були об'єднані.